# Zweikanalton
Zweikanalton, Zweiton, Zweistereo (двухканальный звук, A2 стерео) — телевизионная система передачи звука, разработанная в ФРГ в 1980-х годах, и используемая в Германии, Австрии и некоторых других странах, которые используют телевизионные стандарты PAL-B или PAL-G (PAL-BG). Предполагает разделение на две отдельные частотно-модулированные поднесущие, что дает относительно качественное разделение между каналами и может использоваться для двуязычных трансляций, так же как и стерео. В отличие от конкурирующего стандарта NICAM, Zweikanalton является аналоговой системой.
2-я частотно-модулированная поднесущая содержит правый канал для стерео, который передается на частоте на 242 кГц выше, чем стандартная поднесущая моно. В ресивере используется смешивание каналов для получения левого канала.
Дополнительно с 2-й поднесущей передается пилот-тон, чтобы указать является ли трансляция стереозвуком, двуязычной (два моноканала на разных языках) или моно. Монофонические телевизоры вторую поднесущую не принимают и воспроизводят монозвук.
Zweiton может быть адаптирована к любой существующей системе аналогового телевидения, и современные PAL/SECAM телевизионные ресиверы обычно оснащены декодером обоих систем, как Zweiton, так и NICAM.
Zweikanalton известен под разными названиями во всем мире. Наиболее часто используемые: Немецкое стерео (German Stereo), Западно-Германское стерео (West German Stereo), A2 Stereo, IGR Stereo.